# Aramajis Tonojan
Aramajis Tonojan (orm.: Տոնոյան Արամայիս, ur. 26 października 1969 w Erywaniu) – ormiański piłkarz występujący na pozycji obrońcy. Trener piłkarski.

## Kariera klubowa
Tonojan karierę rozpoczynał w 1988 roku w Araracie Erywań, grającym w pierwszej lidze radzieckiej. W 1992 roku rozpoczął z nim występy w pierwszej lidze ormiańskiej. Wraz z zespołem zdobył mistrzostwo Armenii (1993), a także trzy razy Puchar Armenii (1993, 1994, 1995).
W 1996 roku Tonojan odszedł do Piunika Erywań, z którym wywalczył dwa mistrzostwa Armenii (1996, 1997) oraz Puchar Armenii (1996). W 1997 roku przeszedł do irańskiego Keshavarzu, gdzie spędził sezon 1997/1998. Następnie wrócił do Armenii, gdzie był grającym trenerem zespołów Jerewan FA oraz Mika Asztarak. W 2001 roku zakończył karierę.

## Kariera reprezentacyjna
W reprezentacji Armenii Tonojan zadebiutował 14 października 1992 w zremisowanym 0:0 towarzyskim meczu z Mołdawią. W latach 1992–1997 w drużynie narodowej rozegrał 18 spotkań.